# Golem Papradnik
Golem Papradnik (macedónul: Голем Папрадник) település Észak-Macedóniában, a Délnyugati körzet Centar Zsupa-i járásában.

## Népesség
| Lakosok száma | 634  | 715  | 897  | 1012 | 1217 | 1063 | 962  | 840  | 443  |
|               | 1948 | 1953 | 1961 | 1971 | 1981 | 1991 | 1994 | 2002 | 2021 |

2002-ben 840 lakosa volt, melyből 799 török, 30 macedón, 1 albán, 10 egyéb.